# Pireneitega tianchiensis
Pireneitega tianchiensis är en spindelart som först beskrevs av Wang et al. 1990.  Pireneitega tianchiensis ingår i släktet Pireneitega och familjen mörkerspindlar. Inga underarter finns listade i Catalogue of Life.